# Guiso de repollo

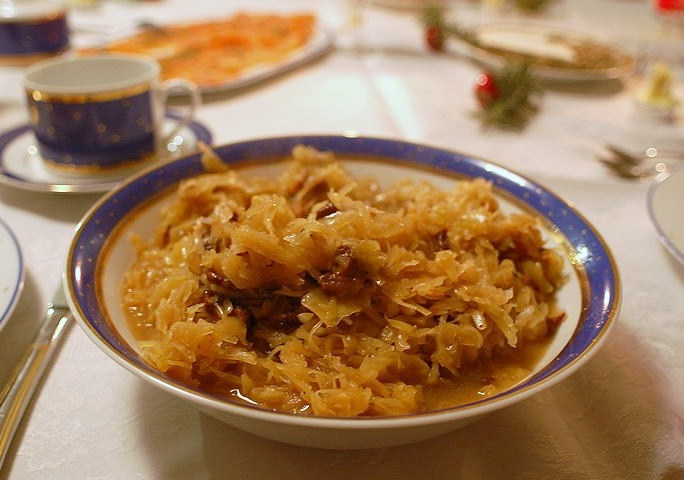
Bigos en Polonia.

El guiso de repollo es un guiso que se prepara con repollo como ingrediente principal. Las preparaciones básicas del plato utilizan repollo, varias verduras como cebolla, zanahoria y apio, y caldo de verduras. Los ingredientes adicionales pueden incluir carnes como cerdo, salchichas y ternera, papas, fideos, manzanas cortadas en cubitos, jugo de manzana, caldo de pollo, hierbas y especias, sal y pimienta.

## Variaciones
El bigos es un platillo de la cocina polaca de carne finamente picada de varios tipos guisados con chucrut y repollo fresco desmenuzado. El plato también es tradicional de la cocina bielorrusa, ucraniana y lituana.
Kapuska es un estofado de repollo tradicional en la cocina de los Balcanes. Su nombre se deriva de la palabra en ruso para repollo.
Kapusta kiszona duszona es un plato polaco que consiste en chucrut o repollo, tocino, champiñones y cebolla o ajo.
Potée es un término de la cocina francesa que se refiere tradicionalmente a los cocidos regionales preparados en una cazuela de barro. Más concretamente, se refiere a una sopa o guiso a base de carne de cerdo fresca o salada, algún embutido y hortalizas como el repollo, la patata y la zanahoria.

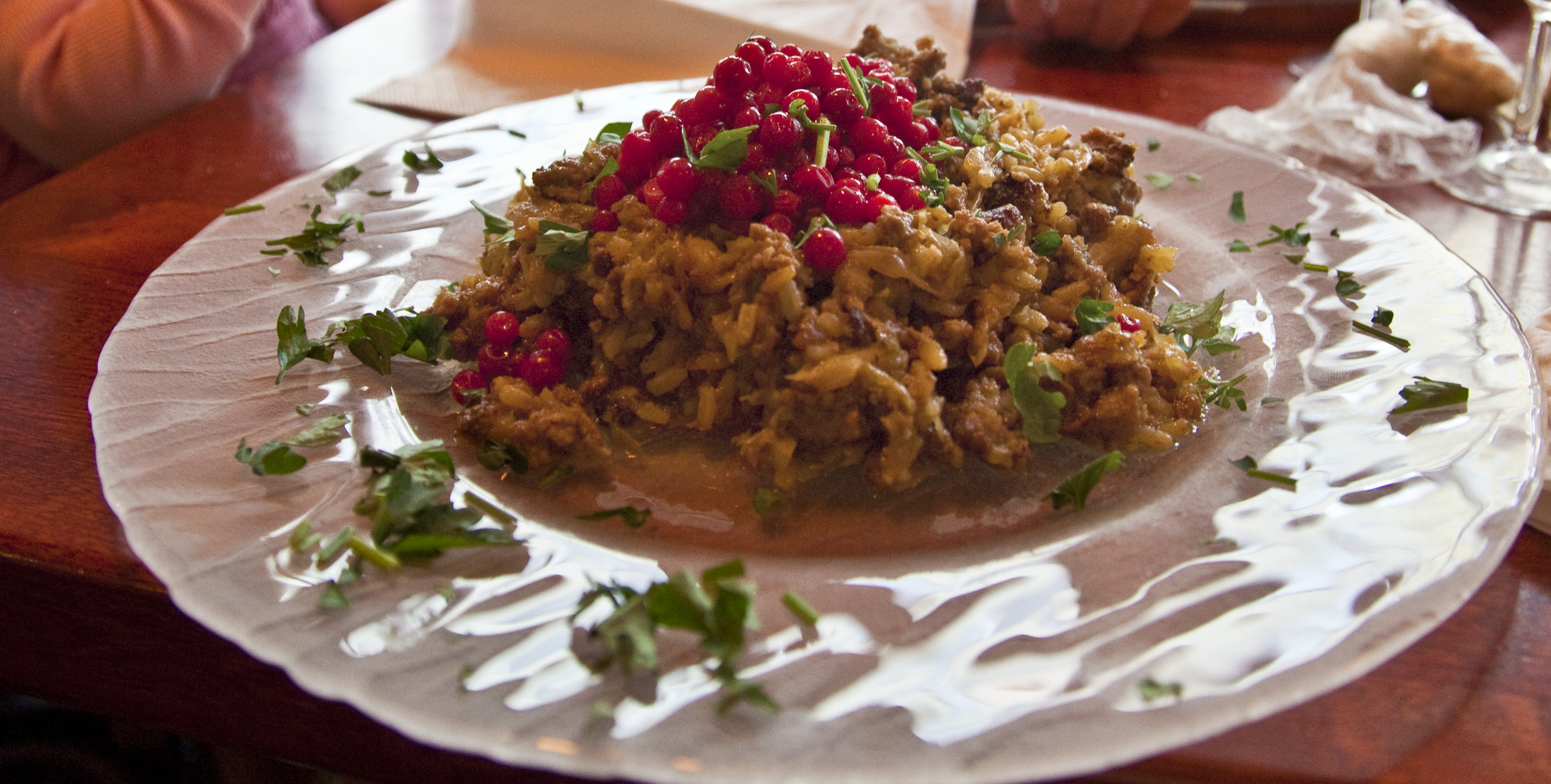
Cazuela Kaalilaatikko
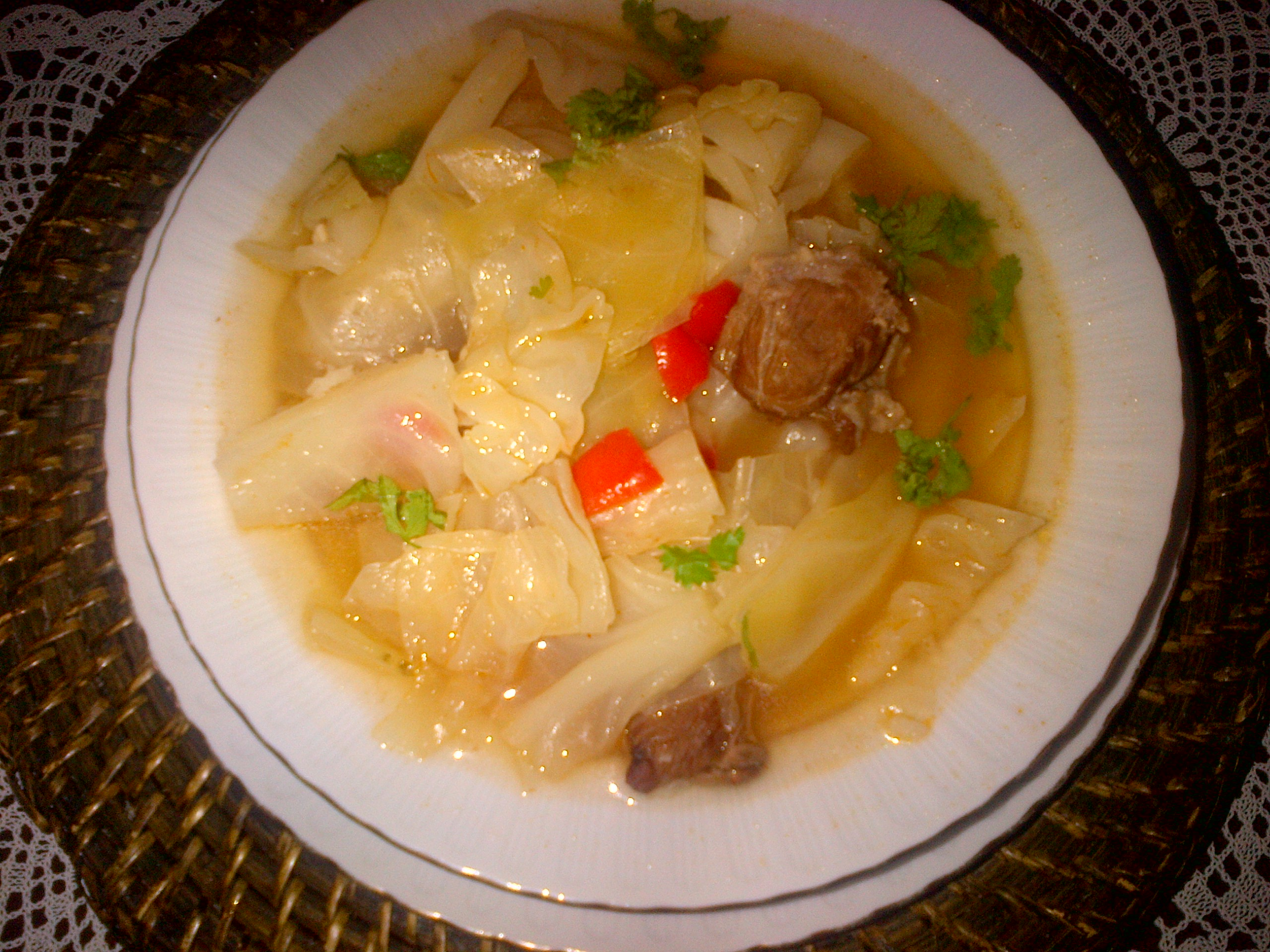
Kapuska con ternera
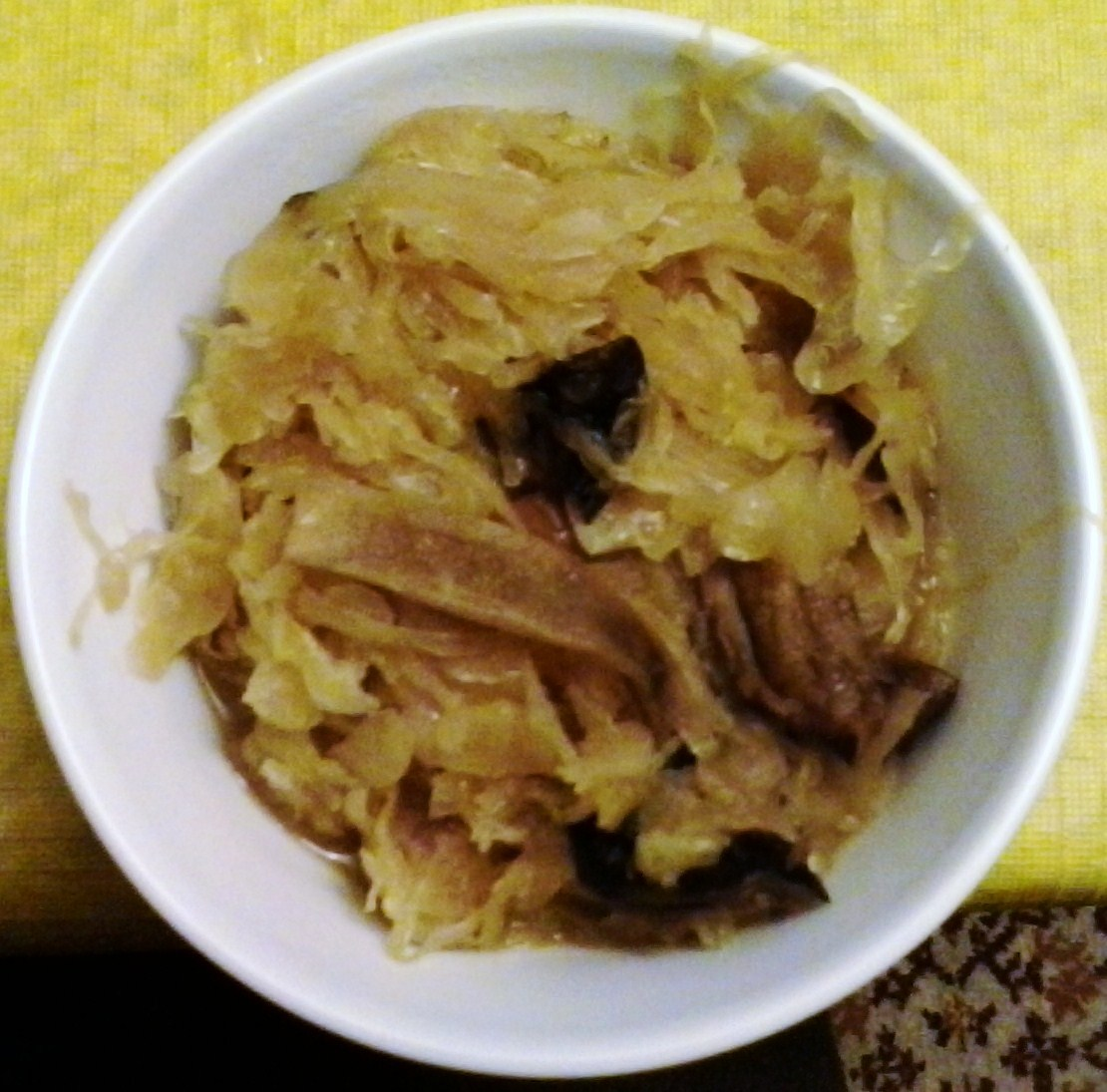
Kapusta kiszona duszona
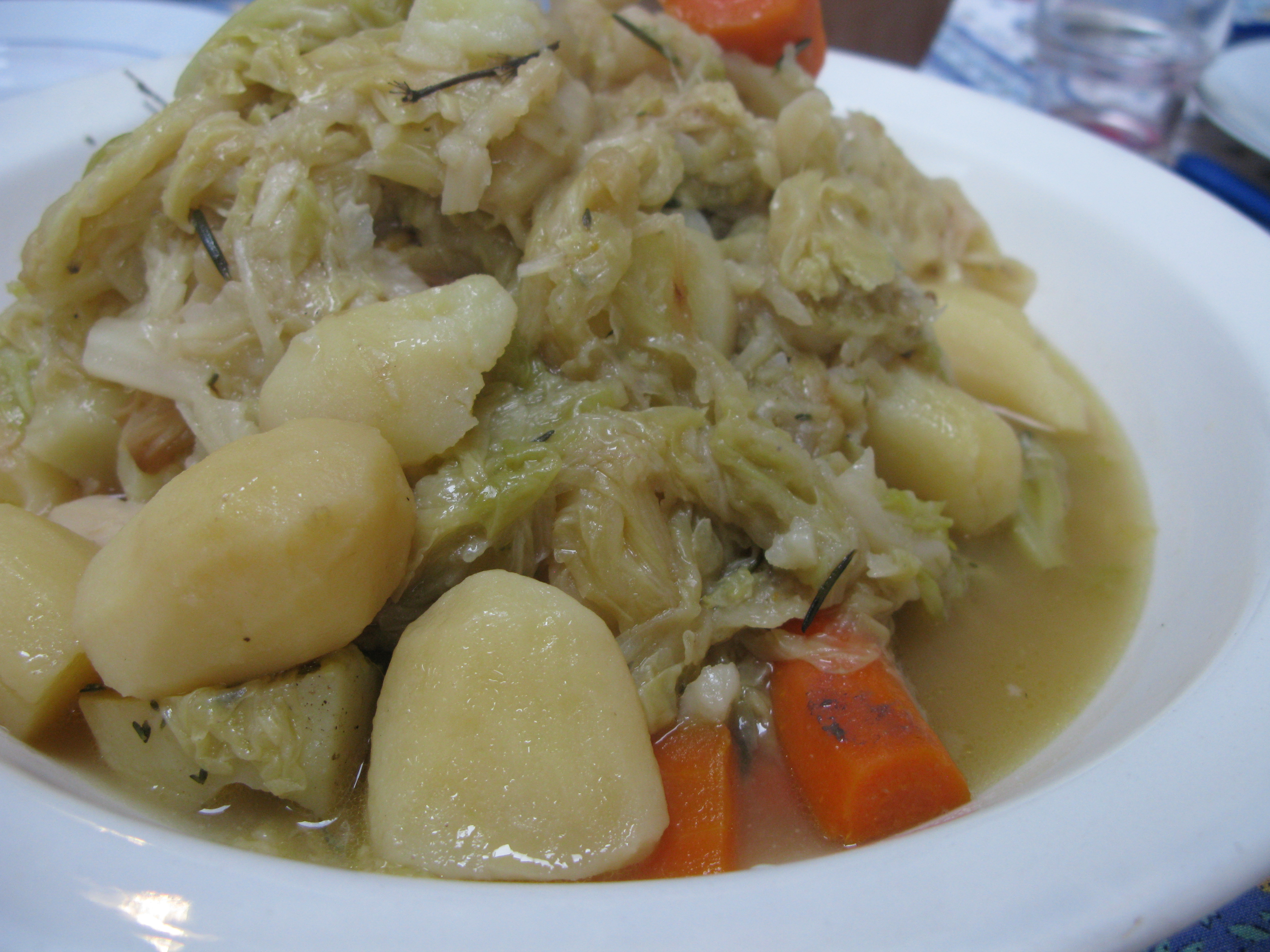
Potée